# Fernando de Alva Ixtlilxochitl

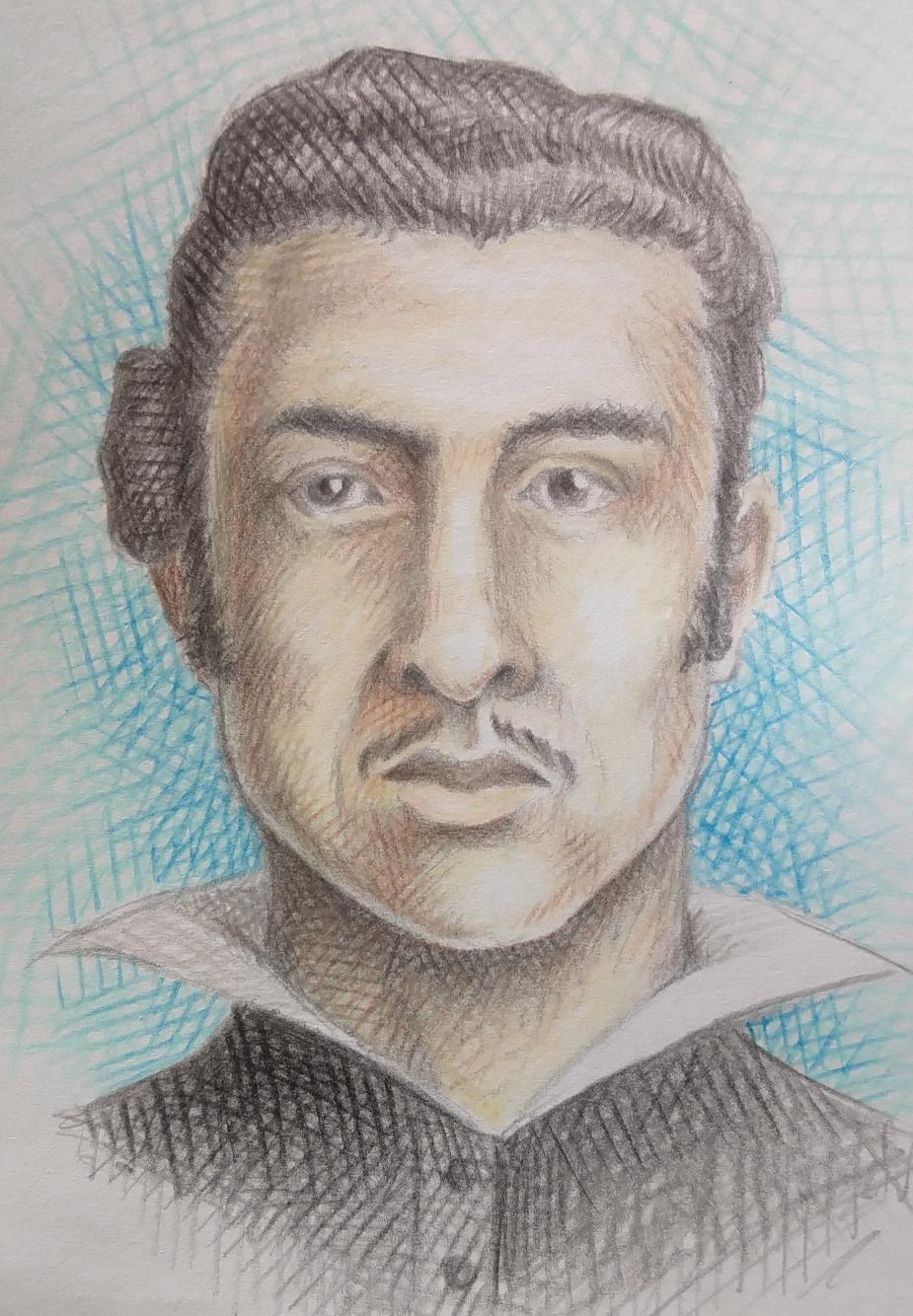
Fernando de Alva Ixtlixóchitl

Fernando de Alva Ixtlilxochitl (ur. ok. 1568 w Texcoco, zm. 26 października 1650 w Mieście Meksyk) – meksykański historyk, którego przodkami byli m.in.: król Texcoco Fernando Ixtlilxochitl I, Nezahualcoyotl, Ixtlilxóchitl II i jego żona Beatriz Panantzin (córka Cuitlahuaca, przedostatniego władcy Azteków).

## Życie i twórczość
Fernando de Alva Ixtlilxochitl uznawany jest za największego meksykańskiego historyka. Wykształcenie zdobywał w kolegium Santa Cruz de Tlaltelolco. W 1602 zmarł jego najstarszy brat a on sam został ogłoszony królewskim spadkobiercą i nadano mu prawo noszenia tytułu i własności. Prawdopodobnie owe honory były już jedynie symboliczne, albowiem w 1608 skarżył się na opłakany stan swojego narodu, jego niedolę oraz na własne ubóstwo. Pierwsze prace dotyczyły relacji podboju Meksyku i pacyfikacji Indian Nowej Hiszpanii, spisane z ust jego dziadka, sprzedawał by móc zakupić najpotrzebniejsze środki do życia. W pracach tych ukazywał nieszczęśliwe losy swojego narodu pozbawianego dumy a nawet dachu nad głową.
W La Entreaty de los Españoles en Texcoco pisał:
"Synowie i córki, wnukowie władców Netzahualcoyotla i Netzahualpilliego, codziennie orzą i kopią by zarobić na chleb i zapłacić dziesięcinę – pół miary zboża dla Króla. I my potomkowie królewskiego rodu jesteśmy opodatkowani wbrew legalnemu prawu."
Być może dzięki jego wystąpieniom lub dzięki protekcji Garcia Guerra, późniejszego biskupa i wicekróla Nowej Hiszpanii, uzyskał on prawo do niewielkich ziem i otrzymał stanowisko interpretatora w Indiańskim sądzie. Tam zajmował się wyjaśnianiem i tłumaczeniem hieroglificznych obrazów starożytnych Meksykanów.
Napisał Relación histórica de la nación tulteca (1600–1608) oraz Historia general de la Nueva España.
Jego ostatnia pracą była Historia de la Nación Chichemeca (1610–1640), prawdopodobnie niedokończona, zatrzymująca się w swej relacji na oblężeniu Meksyku. Była to jego najlepsza praca, chronologicznie zapisana, dobrze zdefiniowana, z dokładnymi datami i poprawnie zapisanym imionami władców Texcocan. Praca przez wiele lat była nieznana i dopiero Clavigero a później Humboldt odkrył ja na nowo. Została zdeponowana w bibliotece jezuitów w Meksyku. Tam została podzielona na 13 tomów i następnie wydana pod tytułem crueldades Horribles de conquistadores los de y Meksyku de Indios los, imperio aquel subyugar en wudaron los que korona la de Espana. W 1840 roku została ponownie zredagowana i wydana przez Ternaux – Compans, pod tytułem des Histoire et Chichimecas des anciens rois de Tezcuco (2 vols., Paryż, 1840).
Wszystkie jego prace zawierają bardzo ważne informacje dla dzisiejszych historyków Meksyku. Jego postać i wkład w rozwój i utrwalenie dziejów narodu Azteckiego została uhonorowana wydaniem jego dzieł na czterysetlecie odkrycia Ameryki przez Krzysztofa Kolumba. Fernando de Alva Ixtlilxochitl zmarł 26 października 1650 w mieście Meksyk.